# Condat-sur-Vienne
 Condat-sur-Vienne  (en occitano Condat) es una población y comuna francesa, situada en la región de Lemosín, departamento de Alto Vienne, en el distrito de Limoges y cantón de Limoges-Condat.

## Demografía
| 1198 | 1458 | 2108 | 3509 | 4090 | 4249 | 4677 |
| Para los censos de 1962 a 1999 la población legal corresponde a la población sin duplicidades (Fuente: INSEE [Consultar]) |      |      |      |      |      |      |